# فكتور لوندبيرغ
فكتور لوندبيرغ (بالسويدية: Viktor Lundberg) (4 مارس 1991 ستوكهولم السويد - ) هو لاعب كرة قدم سويدي، يلعب كلاعب وسط.

## مسيرته

### مسيرته مع المنتخبات الوطنية
- 2006 - 2008 لعب مع منتخب السويد تحت 17 سنة لكرة القدم 14 مباراة سجل خلالها 4 أهداف.
- 2008 - 2010 لعب مع منتخب السويد تحت 19 سنة لكرة القدم 13 مباراة سجل خلالها هدف.
- 2011 - 2011 لعب مع منتخب السويد تحت 21 سنة لكرة القدم مباراتين.

### مسيرته مع الأندية
- 2008 - 2008 لعب مع نادي إسكلستونا 27 مباراة سجل خلالها هدف.
- 2009 - 2009 لعب مع نادي إسكلستونا 12 مباراة سجل خلالها هدفين.
- 2009 - 2013 لعب مع أيك سولنا 86 مباراة سجل خلالها 12 هدف.

## وصلات خارجية
فكتور لوندبيرغ على موقع الاتحاد الأوربي (الإنجليزية)
- فكتور لوندبيرغ على موقع اتحاد السويد (السويدية)
- فكتور لوندبيرغ على موقع قاعدة بيانات كرة القدم.إي يو (الإنجليزية)
- فكتور لوندبيرغ على موقع Soccerway.com (الإنجليزية)
- فكتور لوندبيرغ على موقع AS.com (الإسبانية)